# Надеждино (Калтасинський район)
Наде́ждино (рос. Надеждино, башк. Надеждин) — село у складі Калтасинського району Башкортостану, Росія. Входить до складу Калміябашівської сільської ради.
Населення — 66 осіб (2010; 71 у 2002).
Національний склад:
- росіяни — 87 %